# クレムリノロジー
クレムリノロジー（英語: Kremlinology）とは、ロシアの政治・政策の研究分析の一種である。

## 概説
「ソビエトロジー（英語: Sovietology）」は、ソビエト連邦の政策研究や、あるいは一般的により広く旧共産圏の政治・政策の研究を意味するものであり、ソビエト連邦の崩壊までは、この2つの言葉は、同じ意味で使われることも多かった。
大衆的な文脈において「クレムリノロジー」という言葉は、間接的な手がかりを解釈することで、新しく出る予定の製品やイベントなど、秘密主義的な組織や過程を理解しようと試みることを指して用いられることがある。
この言葉は今日のロシア、かつてのソ連政府が置かれているモスクワのクレムリンにちなむものである。クレムリノロジストという言葉はクレムリノロジー研究を専門とする学者、メディアの専門家、評論家などを指す。この言葉は、ロシアやソ連の法律を専門的に研究したり、調査したりする西側の学者一般を指すものとして非常に広い意味で用いられることもあるが、正確にはこうした人々のことは単に「ロシア法学者」と呼ぶべきである。また、ソビエトロジストやクレムリノロジストは、共産主義から資本主義への法的、経済的、社会的移行を研究する「トランジットロジスト(Transitologist)」とも区別されるべきである。

## 手法
冷戦中はソ連について、信頼できる情報があまり入手できなかった。それでもなんとかして情報を得て活動を行っていたわけだが、そればかりではなく、公然の情報から推論・推理するオープン・ソース・インテリジェンスの手法もまた広く使われた。
こうした場合に用いられた情報としては、肖像画が取り外されたり、椅子の位置が並べ替えられたり、赤の広場でのパレードを見るためのスタンドの位置が動いたり、「第一書記」のような肩書きを書くときに、語頭に用いる大文字と小文字の書き方が変わったり、ソ連共産党の機関紙であるプラウダ・ソ連政府の公式紙であるイズベスチヤで、記事のページの並びが変更されたりするといったような、非常に間接的な物が挙げられる。こうした手がかりを用いて、ソ連内部の政治力学において、何が起こっているのかを見分けようとした。
またソ連においては、国営放送のテレビやラジオの通常番組が突然中止され、独ソ戦やレーニンを回顧する番組、クラシック音楽に入れ替わった数日後に、指導者層の死去が正式に報じられることが多かったため、これらの国営放送の視聴も指導者層の動向を見極めるために重要視された。
共産主義に属している国々の関係を研究するべく、クレムリノロジストは、各国の共産党が発行した声明を比較検討し、述べられた方針の順序に食い違いがあったり、省略があったりする場合を探すこともある。共産圏の報道における高官や国賓訪問などの記述も詳しく検討される。
クレムリノロジーは、儀礼にも強い関心を抱いている。特定の記念日や祝日などに、通常は見られないような形で、政策に関する声明が省略されたりすると、これに非常に注目し、意味を見いだそうとするのである。さらに、外国からの国賓や実務訪問者などに対して宛がわれたホテルやレストラン、専用車の格や随行車の数、さらにはメニューの内容などの接遇を検討することで、その国または賓客に対してどのくらいの重要度があると考えているかを推し量ることもある。
ドイツ語では、こうした試みは「クレムリン占星術(Kreml-Astrologie)」という、幾分嘲笑的な名前で呼ばれることもあり、これはクレムリノロジーが完全に間違っているというわけではなくとも、しばしば曖昧で要領を得ない結果を出しているということをほのめかしている。

## 冷戦後
「クレムリノロジー」という言葉は、ロシアの政治における政策決定過程の研究に当てはめられて、冷戦後を経た現在も使用されている。大衆文化においては、情報が秘密にされている新製品やイベントなどについて、僅かな手がかりから推測しようとすることを指す。
ソビエト社会主義共和国連邦はもはや存在しないが、それを引き継ぐロシアや他にも朝鮮民主主義人民共和国、中華人民共和国、キューバの様に独裁で秘密主義的な国家はまだ存在し、西側諸国のマスメディアは「クレムリノロジー的なアプローチ」を用いて、こうした国家の内政状況を理解しようとすることがある。その内北朝鮮に関するものは、首都名の「平壌」から取って「ピョンヤノロジー（英語: Pyongyangology）」と呼ばれることがある。

## 代表的なクレムリノロジスト・ソビエトロジスト
- フランツ・ボルケナウ
- ズビグネフ・ブレジンスキー
- エレーヌ・カレール・ダンコース
- スティーヴン・コーエン
- マーシャル・ゴールドマン
- ジョージ・ケナン
- リチャード・パイプス
- コンドリーザ・ライス
- アダム・ウラム - スタニスワフ・ウラムの弟で、ハーバード大学ロシア研究センター長